# Черняное
Черняное — село в Тамбовском районе Тамбовской области России. Административный центр Черняновского сельсовета.

## География
Село находится на левом берегу реки Цна, в месте впадения в неё реки Мазовка, около автодороги Тамбов — Муром, на расстоянии 32 км к северу от города Тамбов, административного центра района и области.

### Часовой пояс
Село Черняное, как и вся Тамбовская область, находится в часовой зоне МСК (московское время). Смещение применяемого времени относительно UTC составляет +3:00.

## Население
| 2002 | 2010  |
| ---- | ----- |
| 1798 | ↗1847 |

### Национальный состав
Согласно результатам переписи 2002 года, в национальной структуре населения русские составляли 97 % из 1798 чел.

## Улицы
| - ул. 40 лет Победы, - пер. Больничный, - ул. Вихровка, - ул. Заречная, - ул. Зелёная, - ул. Колхозная, - ул. Котовского, | - ул. Ленина, - ул. Луговая, - ул. Молодёжная, - ул. Новая, - ул. Полевая, - ул. Приозёрная, - ул. Рабочая, | - ул. Садовая, - ул. Советская, - ул. Тихая, - ул. Толна, - ул. Хабарова, - ул. Цветочная, - ул. Школьная. |

## Известные уроженцы
- Борщёв, Валерий Васильевич (род. 1943) — советский диссидент, российский политический деятель.